# Zollberg (Esslingen am Neckar)
Zollberg ist ein Stadtteil von Esslingen am Neckar. Zollberg liegt auf der Filderebene im Süden der Stadt zwischen Berkheim im Südosten und Pliensauvorstadt im Nordosten. Im Süden von Zollberg liegt Nellingen.

## Geschichte
Am Anfang des 20. Jahrhunderts gab es auf dem Zollberg nur wenige Häuser. Das Waldheim war ein beliebtes Ausflugsziel. Außerdem gab es noch einen Sportplatz auf dem viele Veranstaltungen wie Hindernisreiten, Straßenradrennen und Wettläufe stattfanden. Im Wald war eine Tierschau mit Affen, Rehen und Schlangen untergebracht.
Zum ersten Mal wurde in den Jahren 1936/37 die Bebauung des Gebietes erwogen. Diese Pläne wurden aber durch die Wirren des Zweiten Weltkriegs zerschlagen.
Während des Krieges war auf dem Zollberg ein Kriegsgefangenenlager für sowjetische Gefangene. Danach entstanden dort zunächst Holzbaracken für Flüchtlinge, die aus den früheren deutschen Ostgebieten kamen.
1952 begann man neu mit der Planung und 1955 wurden die ersten Häuser gebaut. 1956 konnten die ersten Mieter einziehen. Besonders für Heimatvertriebene wurde der Zollberg zur neuen Heimat.
Im Volksmund wurde der Zollberg auch „Schuldenbuckel“ genannt, weil die Häuser oftmals mit Krediten der Landeskreditanstalt gebaut wurden.

## Politik
Der Ansprechpartner für die Belange des Stadtteils für die Stadtverwaltung und den Gemeinderat von Esslingen ist der Bürgerausschuss Zollberg. Auf der Stadtteilebene gestaltet der Bürgerausschuss das kommunale Leben mit. Er ist Mitglied der Arbeitsgemeinschaft der Bürgerausschüsse, diese besteht zum Erfahrungsaustausch und zur Koordination der einzelnen Bürgerausschüsse der Stadt.
Grundlage für die Arbeitsweise und den Aufbau des Bürgerausschusses und der Arbeitsgemeinschaft ist der von der Arbeitsgemeinschaft am 21. Februar 1991 beschlossene Status.
Als Grundlage für die Zusammenarbeit zwischen dem Bürgerausschuss, dem Gemeinderat und der Verwaltung wurde eine Vereinbarung getroffen. Diese wurde von der Arbeitsgemeinschaft am 17. Juli 1990 gebilligt und vom Gemeinderat am 10. Dezember 1990 genehmigt. Im Juni 2000 wurde sowohl der Status als auch die Vereinbarung redaktionell überarbeitet.
In der öffentlichen Bürgerversammlung, die die Stadt Esslingen am 19. März 2009 durchführte, wurde der Bürgerausschuss Zollberg für 3 Jahre gewählt.

## Schulen
- Eichendorffschule (Grundschule)
- Rohräckerschulen – Sonderschulzentrum Esslingen, bestehend aus:
  - Förderschule
  - Schule für geistig Behinderte und daran angegliedert der Kindergarten für geistig behinderte Kinder
  - Schule für Körperbehinderte und daran angegliedert der Kindergarten für körperbehinderte Kinder
  - Schule für Sprachbehinderte und daran angegliedert der Kindergarten für sprachbehinderte Kinder
  - Schule für Kranke in längerer Krankenhausbehandlung

Das Zentrum bietet allen Kindern individuell auf sie abgestimmte Fördermöglichkeiten und Therapien an. Neben einer großen Mehrzweckturnhalle verfügt das Zentrum über ein Schwimmbad und einen Erfahrungs- und Erlebnisgarten. Die Kinder werden in Kleinklassen betreut und erhalten hierdurch eine optimale pädagogische und therapeutische Betreuung.
- Zollberg-Realschule, mit über 500 Schülern.

## Verkehr
Von 1926 bis 1978 war der Zollberg durch die Straßenbahn Esslingen–Nellingen–Denkendorf mit der Stadt Esslingen verbunden. Nach Einstellung dieser Überlandstraßenbahn übernahmen die Omnibus-Linien ED (seit 1985 Linie 119), EN (seit 1985 Linie 120) der END Verkehrsgesellschaft und die Linie Z (seit 1985 Linie 118) des Städtischen Verkehrsbetriebs Esslingen am Neckar (SVE) diese Aufgabe. De facto wurden alle drei Linien durch den SVE bedient, die END besitzt keine eigenen Fahrzeuge. 1991 wurden die drei Zollberg-Linien auf elektrischen Betrieb umgestellt, seither verkehrt der Oberleitungsbus Esslingen am Neckar in den Stadtteil.

## Sehenswürdigkeiten
- Evangelische Christuskirche (1963)
- Katholische Kirche Sankt Augustinus (1959)

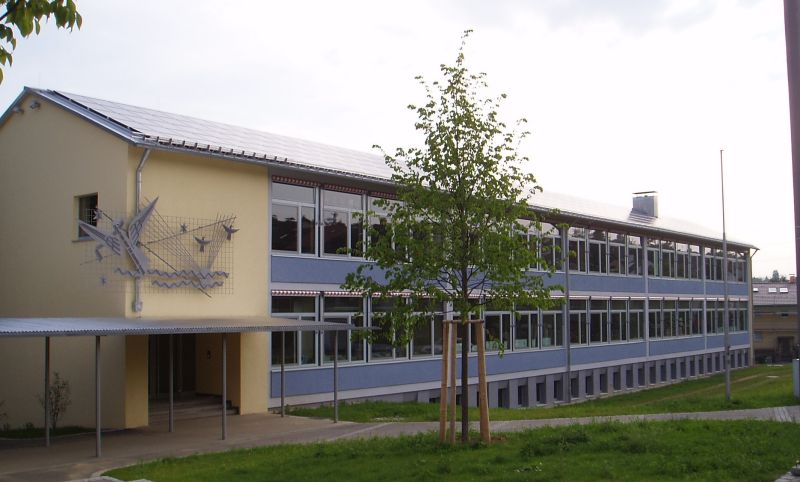
Eichendorffschule
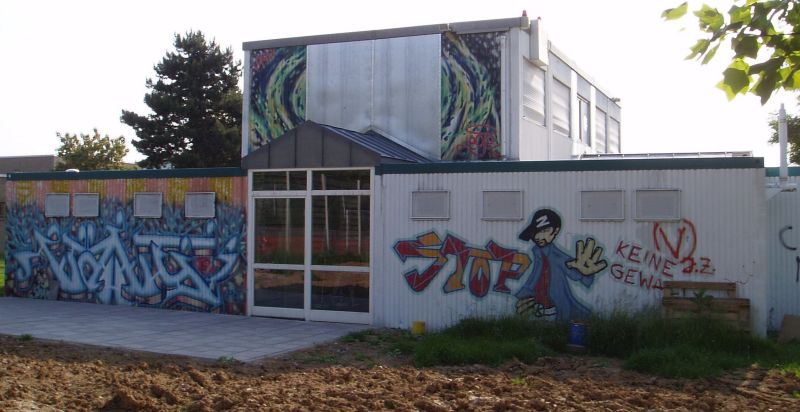
Jugendhaus
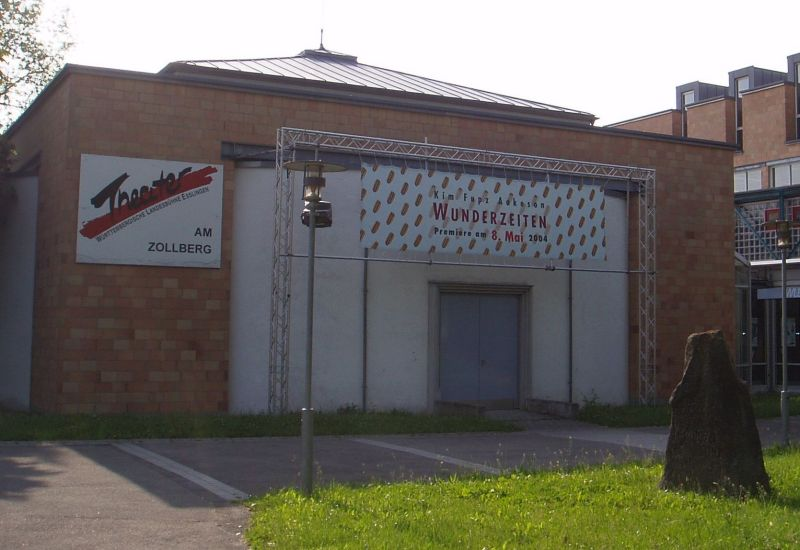
Theater am Zollberg
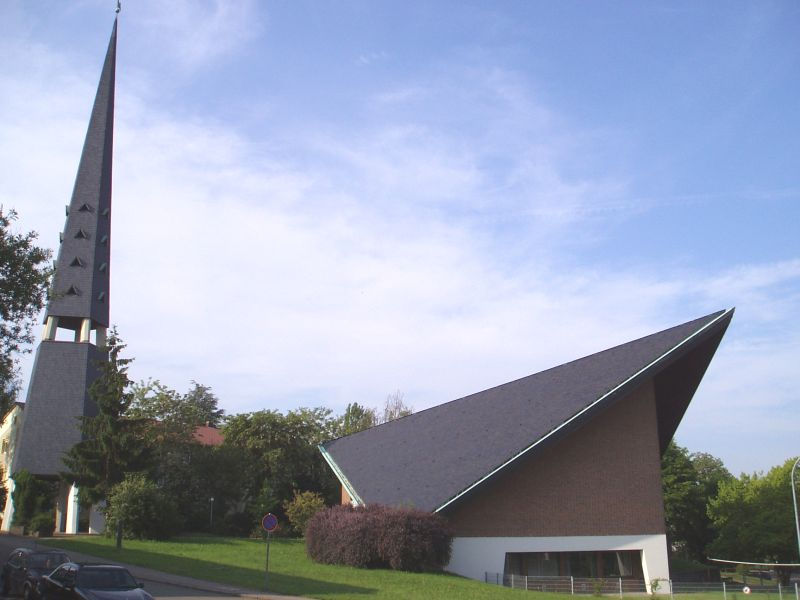
Evangelische Christuskirche
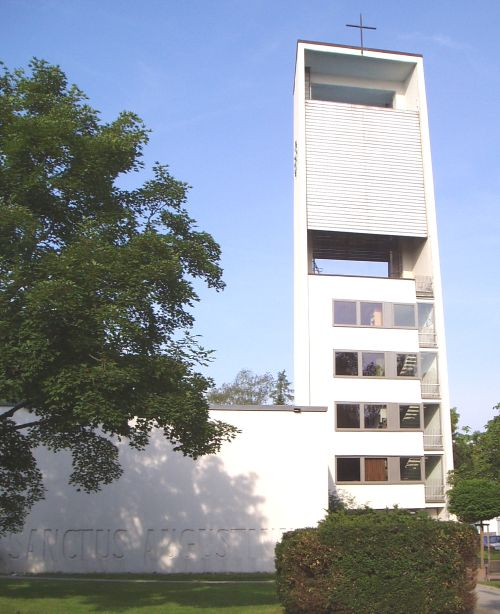
Katholische Sankt-Augustinus-Kirche